# Гудков, Павел Козьмич
Павел Козьмич Гудков (1850—1908) — купец 1-й гильдии, золотопромышленник, городской голова Красноярска с 1906 по 1908 годы, почетный гражданин города Красноярска.

## Биография
Павел Козьмич родился в Самарской губернии в семье мещан.
После окончания гимназии работал механиком на заводах Санкт-Петербурга. По приглашению золотопромышленника В. И. Асташева занял должность управляющего на золотом прииске. С 1871 года жил в Сибири. Внедряет механизированные способы добычи золота.
В 1896 году переезжает в Красноярск. В ноябре 1897 года проводит 1-й съезд южноенисейских золотопромышленников.
В 1898 году входит в состав акционеров акционерного золотопромышленного общества «Драга», в 1901 году стал его директором-распорядителем. В 1903 году стал пайщиком золотодобывающей компании «Спасский и К». В 1905 году совместно с В. А. Баландиной и другими золотопромышленниками стал совладельцем красноярской газеты «Голос Сибири».
22 января 1906 года избран городским головой Красноярска. Разрабатывал проекты строительства в городе водопровода, мощения улиц, электростанции.
Умер в Томске 27 октября 1908 года. Похоронен на кладбище Воскресенского собора. Могила утрачена.

### Дети
Павел Павлович Гудков (1881—1955) — геолог, профессор Томского технологического института. Министр торговли и промышленности Временного Сибирского правительства. С 1927 года гражданин США.

## Общественная деятельность и благотворительность
Гудков был попечителем и финансировал 9-е городское училище и детские приюты, несколько лет возглавлял Красноярское общественное собрание, страховое и благотворительное общества, был одним из инициаторов создания Вольно-пожарного общества. Был первым общественным директором Дома-театра «Пушкинский».

## Автор книг и статей
Автор брошюры «Золотопромышленная драга и её практическое применение к разработке золотых россыпей». — Красноярск, 1903.
Писал статьи для журнала «Вестник золотопромышленности и горного дела».